# أليساندرو موتي
أليساندرو موتي (بالإيطالية: Alessandro Motti)‏ مواليد 21 فبراير 1979، هو لاعب كرة مضرب إيطالي بدأ مسيرته كمحترف سنة 2003 يلعب باليد اليسرى. أعلى تصنيف له في الفردي كان المركز الـ 536 في سنة 2004.

## روابط خارجية
- أليساندرو موتي على موقع رابطة محترفي التنس (الإنجليزية)
- أليساندرو موتي على موقع الاتحاد الدولي لكرة المضرب (الإنجليزية)
- أليساندرو موتي على موقع خلاصة التنس.كوم (الإنجليزية)
- أليساندرو موتي على موقع إي إس بي إن.كوم (الإنجليزية)